# Göran Wahlenberg
Göran Wahlenberg (1. října 1780, Skarphyttan/Värmland, Švédsko – 23. březen 1851, Uppsala) byl švédský geobotanik, který působil v Kežmarku. Věnoval se botanickému výzkumu v Tatrách.
Už jako 12letý začal studovat na univerzitě v Uppsale. Zaměřil se na studium flóry. Po ukončení studia (měl 19 let) zkoumal švédskou flóru. Na ostrově Gotland objevil mnoho do té doby neznámých rostlin. V roce 1806 získal doktorát a stal se členem švédské Královské akademie věd. V té době se intenzivně věnoval laponské flóře a rostlinám v okolí sámské, nyní norské vesnice Sulitjelma .
V roce 1813 z pověření Královské akademie věd přicestoval do Kežmarku (Uhersko, nyní Slovensko). Zajímal se o karpatskou přírodu a zde se mu naskytla příležitost blíže se seznámit s tatranskou flórou. Porovnával vegetaci laponskou a karpatskou, měřil výšku tatranských štítů, zhotovil první vrstevnicovou mapu Tater. Spolupracoval s kežmarský botanikem Tomášem Maukschem a bratry Generischovci. Jeho jménem byly pojmenovány tatranské endemity trýzel karpatský (Wahlenbergův) (Erysimum wahlenbergii; v Tatrách jej lze vidět například v údolí Nefcerka) a lomikámen tatranský (Saxifraga wahlenbergii Ball). Vyskytuje se pouze v Polsku a na Slovensku v Malé Fatře, v Chočských vrších, v Tatrách a na Muránské planině. Wahlenberg pracoval i v Dolině siedmich prameňov, ve Furkotské dolině je po něm pojmenováno Vyšné Wahlenbergovo Pleso a Nižné Wahlenbergovo pleso. Vystoupil na vrchol Kriváně a na Lomnický štít.
Wahlenberg vydal dílo Flora Carpatorum Principalium (Karpatská flóra), na kterém se podílel i Kežmarčan Tomáš Mauksch. Ve Švédsku Wahlenberga pokládají za zakladatele homeopatie a turistiky.